# Pijlpuntbabbelaar
De pijlpuntbabbelaar (Turdoides jardineii) is een zangvogel uit de familie Leiothrichidae. Deze vogel is genoemd naar de Schotse natuuronderzoeker William Jardine.

## Verspreiding en leefgebied
Deze soort komt voor in oostelijk, centraal en zuidoostelijk Afrika en telt zes ondersoorten:
- T. j. hyposticta: van zuidelijk Gabon en noordwestelijk Angola tot zuidwestelijk Congo-Kinshasa.
- T. j. tanganjicae: zuidoostelijk Congo-Kinshasa en noordelijk Zambia.
- T. j. emini: van oostelijk Congo-Kinshasa en zuidelijk Oeganda tot zuidwestelijk Kenia en noordelijk Tanzania.
- T. j. kirkii: van zuidoostelijk Kenia tot noordoostelijk Zambia, Malawi en centraal Mozambique.
- T. j. tamalakanei: zuidelijk Angola, zuidwestelijk Zambia en noordelijk Botswana.
- T. j. jardineii: van centraal Zambia tot zuidelijk Mozambique en noordoostelijk Zuid-Afrika.

## Status
De grootte van de populatie is niet gekwantificeerd maar de soort wordt omschreven als plaatselijk algemeen. Op de Rode lijst van de IUCN heeft deze soort de status niet bedreigd.